# Erica microdonta
Erica microdonta är en ljungväxtart som först beskrevs av Charles Henry Wright, och fick sitt nu gällande namn av E.G.H. Oliver. Erica microdonta ingår i släktet klockljungssläktet, och familjen ljungväxter. Inga underarter finns listade i Catalogue of Life.